# CA Macedo de Cavaleiros
El CA Macedo de Cavaleiros es un equipo de fútbol de Portugal que juega en la Liga de Fútbol de Braganza, la quinta división nacional.

## Historia
Fue fundado en el año 1954 en el municipio de Macedo de Cavaleiros del distrito de Braganza y en su historial cuenta con dos temporadas en la desaparecida II Divisão, la antigua tercera división nacional, a inicios de los años 2010.
El club está afiliado a la Asociación de Fútbol de Braganza y han tenido participación en algunas ocasiones de la Copa de Portugal.

## Palmarés
- Tercera División de Portugal (1): 2009/10
- Liga de Fútbol de Braganza (12): 1969/70, 1976/77, 1977/78, 1978/79, 1979/80, 1981/82, 1983/84, 1992/93, 1995/96, 2000/01, 2005/06, 2020/21
- Taça de Fútbol de Braganza (6): 1999/00, 2000/01, 2002/03, 2003/04, 2004/05, 2005/06